# Roger Bonham Smith
Roger Bonham Smith, född 12 juli 1925 i Columbus, Ohio, död 29 november 2007 i Detroit, Michigan, var en amerikansk företagsledare som tjänstgjorde som General Motors styrelseordförande och verkställande direktör, CEO, 1981–1990.
I samband med omstruktureringar av General Motors i slutet av 1980-talet lade man under Smiths tid som högste chef ned flera produktionsenheter i USA, bland annat i Flint, Michigan. Filmaren Michael Moore gjorde 1989 en dokumentärfilm om nedläggningens inverkan på sin hemstad Flint. Filmen bär titeln Roger och jag (Roger and Me) efter Roger Smith.